# アルベル・プッチ・オルトネダ
アルベル・プッチ・オルトネダ（カタルーニャ語: Albert Puig Ortoneda, 1968年4月15日 - ）は、スペイン・カタルーニャ州タラゴナ県カンブリス出身のサッカー指導者。

## 来歴
地元カンブリスやレウスのアカデミーコーチを経て、2003年からラ・マシアでスカウト、コーチ、ディレクターを務め、FCバルセロナの若手選手育成に携わった。アルベル・プッチが在任中に発掘してきた選手には久保建英やアンス・ファティらがいる。その後はサッカーガボン代表のテクニカルディレクターやコルドバCFのコーディネーターを歴任する。
2018年6月、長くジョゼップ・グアルディオラのアシスタントコーチを務めたドメネク・トレントがニューヨーク・シティFCの監督に就任し、アルベル・プッチは彼のアシスタントコーチとしてクラブに加入した。2019年11月、トレントとともにクラブを退団。
2019年11月17日、2020年シーズンからJリーグに所属するアルビレックス新潟の監督に就任した。このときの登録名は「アルベルト」であった。トップチームの監督を務めるのはこれが自身初であった。
2021年シーズンは序盤からJ2で首位に立ったものの、徐々に失速して最終的にはJ1昇格を逃す結果となった。11月22日、同年シーズン限りでの退任が発表された。
2021年12月10日、FC東京の監督に就任することが発表された。このときに、登録名がカタルーニャ語の発音に沿った「アルベル」に変更された。
2023年6月14日、FC東京の監督を退任することが発表された。

## 指導歴
- 1984年 - 1988年  Turo School U14コーチ
- 1988年 - 1992年  FC Cambrils アカデミーコーチ
- 1995年 - 2001年  Cambrils Football School アカデミーコーチ
- 2001年 - 2003年  CFレウス・デポルティウ U14コーチ
- 2003年 - 2014年  FCバルセロナ
  - 2003年 - 2005年 スカウト
  - 2005年 - 2010年 アカデミーコーチ
  - 2010年 - 2014年 アカデミーディレクター
- 2014年 - 2015年  ガボン代表 テクニカルディレクター
- 2015年 - 2017年  コルドバCF 外部アカデミーディレクター
- 2016年 - 2019年  De Anza Force テクニカルディレクター
- 2017年 - 2020年  アトレティコ・ペトロレオス・デ・ルアンダ アドバイザー
- 2018年 - 2019年  ニューヨーク・シティFC セカンドコーチ
- 2020年 - 2021年  アルビレックス新潟 監督
- 2022年 - 2023年6月  FC東京 監督

## 監督成績
| 年度   | 所属   | クラブ | リーグ戦 | リーグ戦 | リーグ戦 | リーグ戦 | リーグ戦 | リーグ戦 | カップ戦     | カップ戦 |
| 年度   | 所属   | クラブ | 順位     | 試合     | 勝点     | 勝利     | 引分     | 敗戦     | リーグ杯     | 天皇杯   |
| ------ | ------ | ------ | -------- | -------- | -------- | -------- | -------- | -------- | ------------ | -------- |
| 2020   | J2     | 新潟   | 11位     | 42       | 57       | 14       | 15       | 13       | -            | -        |
| 2021   | J2     | 新潟   | 6位      | 42       | 68       | 18       | 14       | 10       | -            | 3回戦    |
| 2022   | J1     | FC東京 | 6位      | 34       | 49       | 14       | 7        | 13       | グループ敗退 | 3回戦    |
| 2023   | J1     | FC東京 | 12位     | 17       | 19       | 5        | 4        | 8        | -            | 3回戦    |
| J2通算 | J2通算 | J2通算 | -        | 84       | -        | 32       | 29       | 23       | -            | -        |
| J1通算 | J1通算 | J1通算 | -        | 51       | -        | 19       | 11       | 21       | -            | -        |
| 通算   | 通算   | 通算   | -        | 135      | -        | 51       | 40       | 44       | -            | -        |

## 資格
- UEFAプロライセンス（英語版）

## 書籍
- 『Fuerza De Un Sueño』 Plataforma Editorial 2010年1月25日 ISBN 8496981983
- 『FCバルセロナの人材育成術―なぜバルサでは勝利と育成が両立するのか』 アチーブメント出版 2011年10月4日 ISBN 4905154154

日本語の翻訳書。監訳を担当した村松尚登はFCバルセロナスクール、水戸ホーリーホックジュニアユース等を経て2020年よりアルビレックス新潟の通訳に就任している。